# Söderstadion
Il Söderstadion fu uno stadio situato all'interno della Stockholm Globe City, nel distretto di Johanneshov a Stoccolma, in Svezia.
Prendeva il nome dal fatto che fosse collocato nella zona sud della città: la parola svedese "söder" significa infatti "sud". Ospitava principalmente le partite interne di calcio dell'Hammarby, anche se in passato venne usato anche per incontri di hockey su ghiaccio e di bandy, quest'ultimo praticato qui fino al 1989.

## Storia

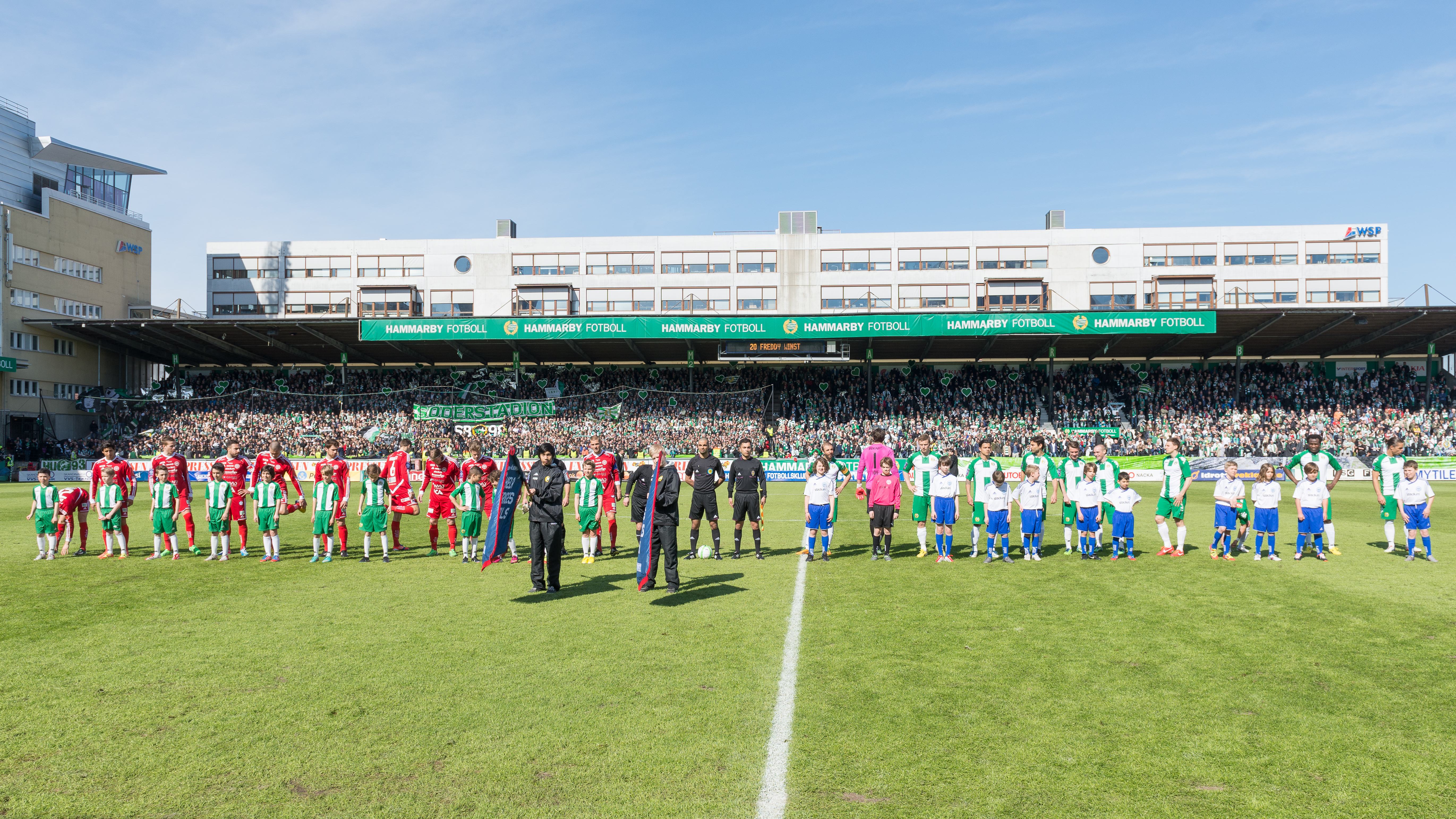
Il Söderstadion all'esordio casalingo 2013

La progettazione dell'arena iniziò all'inizio degli anni '60 per sostituire l'esistente Johanneshovs IP con una struttura più moderna, basata sui progetti di Paul Hedqvist. Il precedente impianto infatti era stato aperto nel 1928 e chiuso nel 1964 proprio per fare spazio alla costruzione del Söderstadion.
Il Söderstadion fu inaugurato il 20 novembre 1966 con un discorso inaugurale tenuto dal consigliere comunale Thorsten Sundström e dal presidente della federazione di bandy Arne Argus.
La prima partita venne disputata tra la nazionale svedese e una selezione della città di Stoccolma, composta in gran parte da giocatori dell'Hammarby. La nazionale vinse l'incontro con un punteggio di 6 a 2.
Nei mesi estivi, lo stadio aveva una capienza di circa 13 000 spettatori. Il Söderstadion fu la casa della squadra maschile di calcio dell'Hammarby fino al 2013, e proprio qui il club conquistò il suo unico titolo di campione di Svezia, vincendo 3-2 contro l'Örgryte nella penultima giornata dell'Allsvenskan 2001.
Il campo era dotato di una pista di bandy con ghiaccio artificiale, e durante l'inverno poteva ospitare fino a 22 000 spettatori. Qui si disputarono le finali del campionato svedese di bandy maschile dal 1967 al 1989, e quelle femminili nel 1973 e dal 1975 al 1989, decretando il titolo campione di Svezia. Inoltre, nel 1987 ospitò la finale del campionato mondiale di bandy. Le finali del campionato svedese si trasferirono nel 1990 al Rocklunda IP di Västerås e a partire dal 1991 allo Studenternas IP di Uppsala.
In occasione della costruzione del Globen, inaugurato nel 1989, il Söderstadion venne ristrutturato e la capienza ridotta a poco più di 10 000 spettatori. Contemporaneamente, gli impianti per il ghiaccio vennero rimossi definitivamente, trasformando lo stadio in un'arena utilizzata prevalentemente per il calcio.
Nel 2004, la capienza venne nuovamente aumentata grazie all'aggiunta di una grande tribuna per posti in piedi sul lato est. Il record di spettatori, pari a 18 110, fu stabilito durante la finale del campionato svedese di bandy del 1983 tra Boltic e Villa. Per quanto riguarda il calcio, il record di presenze fu di 15 626 spettatori, registrato alla partita d'apertura dell'Allsvenskan 2004 tra Hammarby e Malmö FF (0-0). Durante la finale di ritorno dell'Allsvenskan 1982 contro l'IFK Göteborg, l'affluenza ufficiale fu di 15 583 persone, ma la polizia stimò che fossero presenti circa 22 000 spettatori.
Nel 2007 la dirigenza dell'Hammarby rese nota la volontà di costruire un nuovo stadio più capiente e moderno. L'ultima partita ad essere disputata qui fu quella di domenica 23 giugno 2013, quando l'Hammarby affrontò l'Ängelholms FF nella tredicesima giornata della Superettan 2013 davanti a 13 201 spettatori. La partita terminò 1-1 e l'icona biancoverde Kennedy Bakırcıoğlu segnò l'ultimo gol della storia dello stadio. A partire dal luglio 2013 la squadra si trasferì presso la nuova arena multifunzionale Tele2 Arena, ubicata nelle vicinanze ed utilizzata in coabitazione con i rivali del Djurgården. La demolizione del Söderstadion ebbe luogo nel 2015.